# Acanthoclonia
Acanthoclonia is een geslacht van Phasmatodea uit de familie Pseudophasmatidae. De wetenschappelijke naam van dit geslacht is voor het eerst geldig gepubliceerd in 1875 door Carl Stål.

## Soorten
Het geslacht Acanthoclonia omvat de volgende soorten:
- Acanthoclonia dicranum Redtenbacher, 1906
- Acanthoclonia dilatatum Conle, Hennemann & Gutiérrez, 2011
- Acanthoclonia erinaceus Redtenbacher, 1906
- Acanthoclonia ferox Conle, Hennemann & Gutiérrez, 2011
- Acanthoclonia flavicornis Caudell, 1918
- Acanthoclonia histrinus (Westwood, 1859)
- Acanthoclonia nevadoense Conle, Hennemann & Gutiérrez, 2011
- Acanthoclonia ornatum Conle, Hennemann & Gutiérrez, 2011
- Acanthoclonia tisiphone (Westwood, 1859)